# Западная Лица (Ленинградская область)
За́падная Ли́ца — посёлок в составе муниципального образования Сертолово Всеволожского района Ленинградской области.

## История
Начал застраиваться в конце XX века как коттеджный посёлок «Флотская деревня». Он возник на землях, выделенных в окрестностях Сертолова под индивидуальное строительство для офицеров-подводников, уволившихся с Северного флота.
18 января 2007 года ему присвоили официальный статус посёлка и название Западная Лица, такое же, как у пункта базирования атомных подводных лодок 1-й Краснознамённой флотилии Северного Флота в Мурманской области.
Население посёлка в 2010 году — 449, в 2014 году — 448 человек, в 2017 году — 547.

## География
Посёлок расположен в северо-западной части района между посёлками Белоостров и Песочный.

## Демография
| 2010 | 2014 | 2015 | 2016 | 2017 | 2018 | 2019 |
| ---- | ---- | ---- | ---- | ---- | ---- | ---- |
| 449  | ↘448 | ↗450 | ↘448 | ↗457 | ↗458 | ↗459 |
| 2020 | 2021 | 2023 | 2024 | 2025 |      |      |
| ↘458 | ↗463 | ↗472 | ↗474 | ↗479 |      |      |

Национальный состав
Согласно данным Всероссийской переписи населения 2021 года в посёлке проживали 463 человека, из них:
 русские — 451, татары — 10 человек, остальные национальность не указали.

## Инфраструктура
Утверждается, что Западная Лица имеет репутацию «петербургской Рублёвки». Территория посёлка закрытая; попасть сюда можно только по приглашению одного из жителей.

## Улицы
Адмирала Нахимова, Адмирала Ушакова, Восточная, Генерала Армии Маргелова, Западная, Капитан-лейтенанта Колесникова, Капитана 1-го ранга Ванина, Капитана 1-го ранга Лячина, Капитана 2-го ранга Аванесова, Капитана 3-го ранга Юдина, Мостовая, Рассветная, Северная, Северный переулок, Центральная, Южный переулок.

## Садоводства
Просторы, Северная Лица-1, Северная Лица-2, Северная Жемчужина, Фазенда